# Clinus spatulatus
Clinus spatulatus је зракоперка из реда Perciformes и фамилије Clinidae.

## Угроженост
Ова врста се сматра угроженом.

## Распрострањење
Ареал врсте је ограничен на једну државу. 
Јужноафричка Република је једино познато природно станиште врсте.

## Станиште
Станиште врсте су слатководна и бочата подручја, а повремено и море.